# Pléboulle
Pléboulle [plebul] est une commune française située dans le département des Côtes-d'Armor en région Bretagne.
Les habitants de Pléboulle s'appellent les Pléboullais.

## Géographie

### Localisation
Commune littorale située au fond de la baie de la Fresnaye, Le bourg de Pléboulle se situe à environ 4 kilomètres au nord-ouest de Matignon et à 30 kilomètres au nord-ouest de Dinan.

### Communes limitrophes

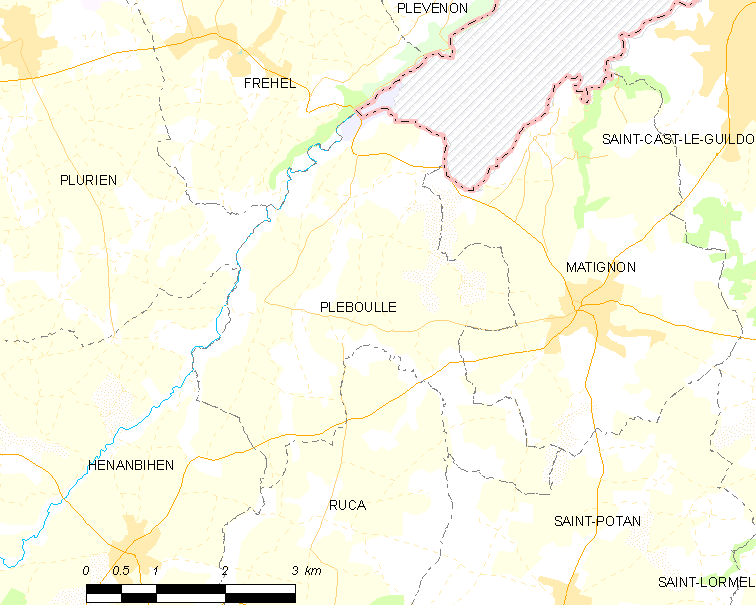
Carte de la commune de Pléboulle

Les communes limitrophes sont Hénanbihen, Matignon, Fréhel, Plurien, Ruca et Saint-Pôtan.
| Fréhel     |           | Baie de la Fresnaye |
| Plurien    | Pléboulle | Matignon            |
| Hénanbihen | Ruca      |                     |

### Lieux-dits et écarts
- Nombreux lieux-dits dont Montbran (tour), Merdrel, le temple, le Clos Dams, la Couarde, Launay-Mottais (manoir), Crissouët, Port à la Duc...

### Hydrographie
Pour un article plus général, voir Réseau hydrographique des Côtes-d'Armor.
La commune est située dans le bassin Loire-Bretagne. Elle est drainée par le Frémur, le Rat et le Guinguenoual,.
Le Frémur, d'une longueur de 19 km, prend sa source dans la commune de Quintenic et se jette  dans la Manche en limite de Fréhel et de Pléboulle.

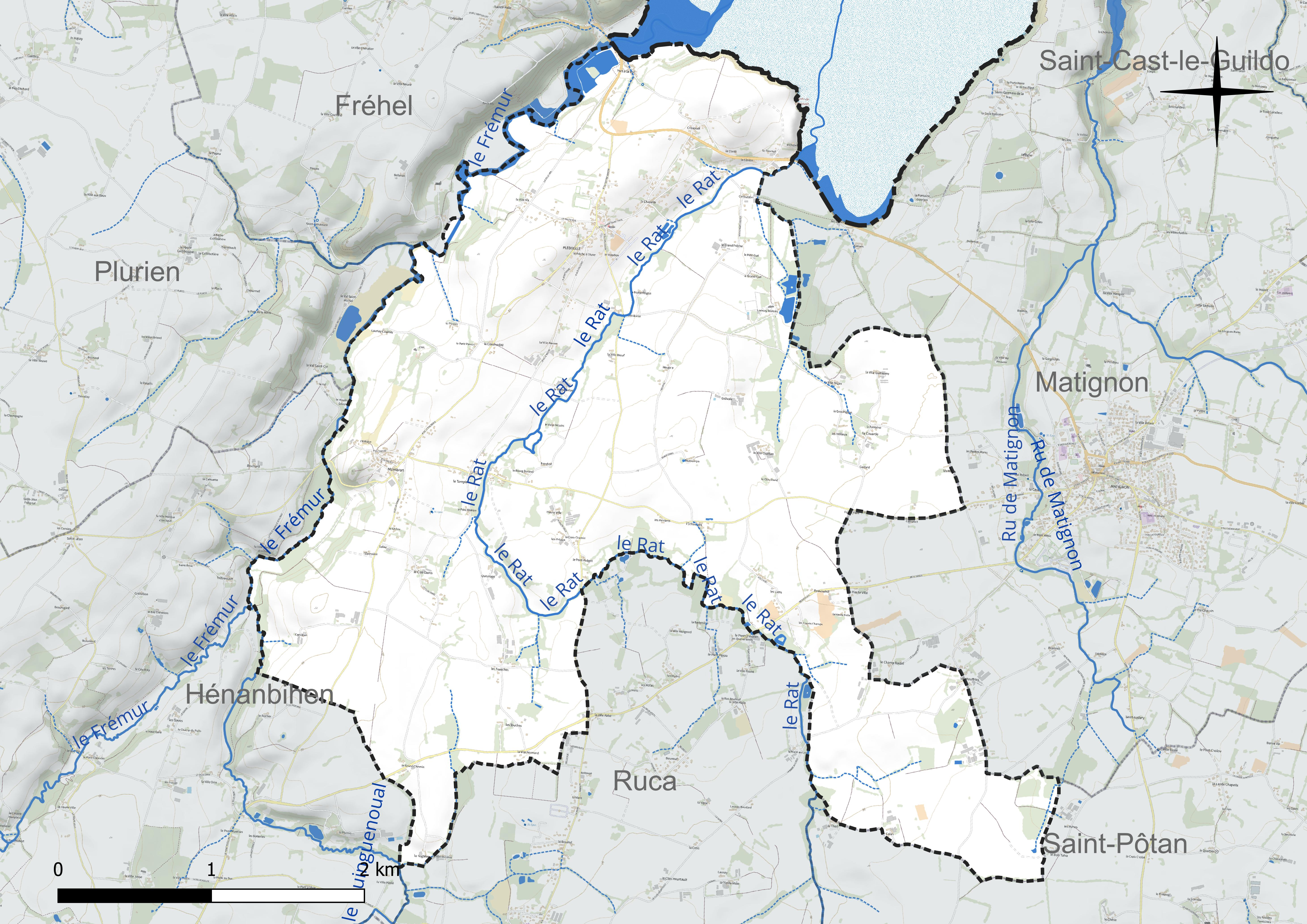
Réseau hydrographique de Pléboulle.

Le Rat, d'une longueur de 11 km, prend sa source dans la commune de Saint-Pôtan et se jette  dans le golfe de Saint-Maloau niveau de la commune, après avoir traversé quatre communes.
Le Guinguenoual, d'une longueur de 12 km, prend sa source dans la commune de Saint-Denoual et se jette  dans le Frémur sur la commune, après avoir traversé quatre communes.

### Climat
Pour des articles plus généraux, voir Climat de la Bretagne et Climat des Côtes-d'Armor.
En 2010, le climat de la commune est de type climat méditerranéen altéré, selon une étude du CNRS s'appuyant sur une série de données couvrant la période 1971-2000. En 2020, Météo-France publie une typologie des climats de la France métropolitaine dans laquelle la commune est exposée à un climat océanique et est dans la région climatique Finistère nord, caractérisée par une pluviométrie élevée, des températures douces en hiver (6 °C), fraîches en été et des vents forts. Parallèlement l'observatoire de l'environnement en Bretagne publie en 2020 un zonage climatique de la région Bretagne, s'appuyant sur des données de Météo-France de 2009. La commune est, selon ce zonage, dans la zone « Littoral doux », exposée à un climat venté avec des étés cléments.
Pour la période 1971-2000, la température annuelle moyenne est de 11,4 °C, avec une amplitude thermique annuelle de 11,3 °C. Le cumul annuel moyen de précipitations est de 662 mm, avec 11,9 jours de précipitations en janvier et 6 jours en juillet. Pour la période 1991-2020, la température moyenne annuelle observée sur la station météorologique la plus proche, située sur la commune de Quintenic à 12 km à vol d'oiseau, est de 11,6 °C et le cumul annuel moyen de précipitations est de 769,8 mm,. Pour l'avenir, les paramètres climatiques de la commune estimés pour 2050 selon différents scénarios d’émission de gaz à effet de serre sont consultables sur un site dédié publié par Météo-France en novembre 2022.

## Urbanisme

### Typologie
Au 1er janvier 2024, Pléboulle est catégorisée commune rurale à habitat dispersé, selon la nouvelle grille communale de densité à 7 niveaux définie par l'Insee en 2022.
Elle est située hors unité urbaine et hors attraction des villes,.
La commune, bordée par la Manche, est également une commune littorale au sens de la loi du 3 janvier 1986, dite loi littoral. Des dispositions spécifiques d’urbanisme s’y appliquent dès lors afin de préserver les espaces naturels, les sites, les paysages et l’équilibre écologique du littoral, tel le principe d'inconstructibilité, en dehors des espaces urbanisés, sur la bande littorale des 100 mètres, ou plus si le plan local d’urbanisme le prévoit.

### Occupation des sols
L'occupation des sols de la commune, telle qu'elle ressort de la base de données européenne d’occupation biophysique des sols Corine Land Cover (CLC), est marquée par l'importance des territoires agricoles (99,1 % en 2018), une proportion sensiblement équivalente à celle de 1990 (99,7 %). La répartition détaillée en 2018 est la suivante :
terres arables (63,4 %), zones agricoles hétérogènes (25,7 %), prairies (9,9 %), zones humides côtières (0,9 %). L'évolution de l’occupation des sols de la commune et de ses infrastructures peut être observée sur les différentes représentations cartographiques du territoire : la carte de Cassini (XVIIIe siècle), la carte d'état-major (1820-1866) et les cartes ou photos aériennes de l'IGN pour la période actuelle (1950 à aujourd'hui).

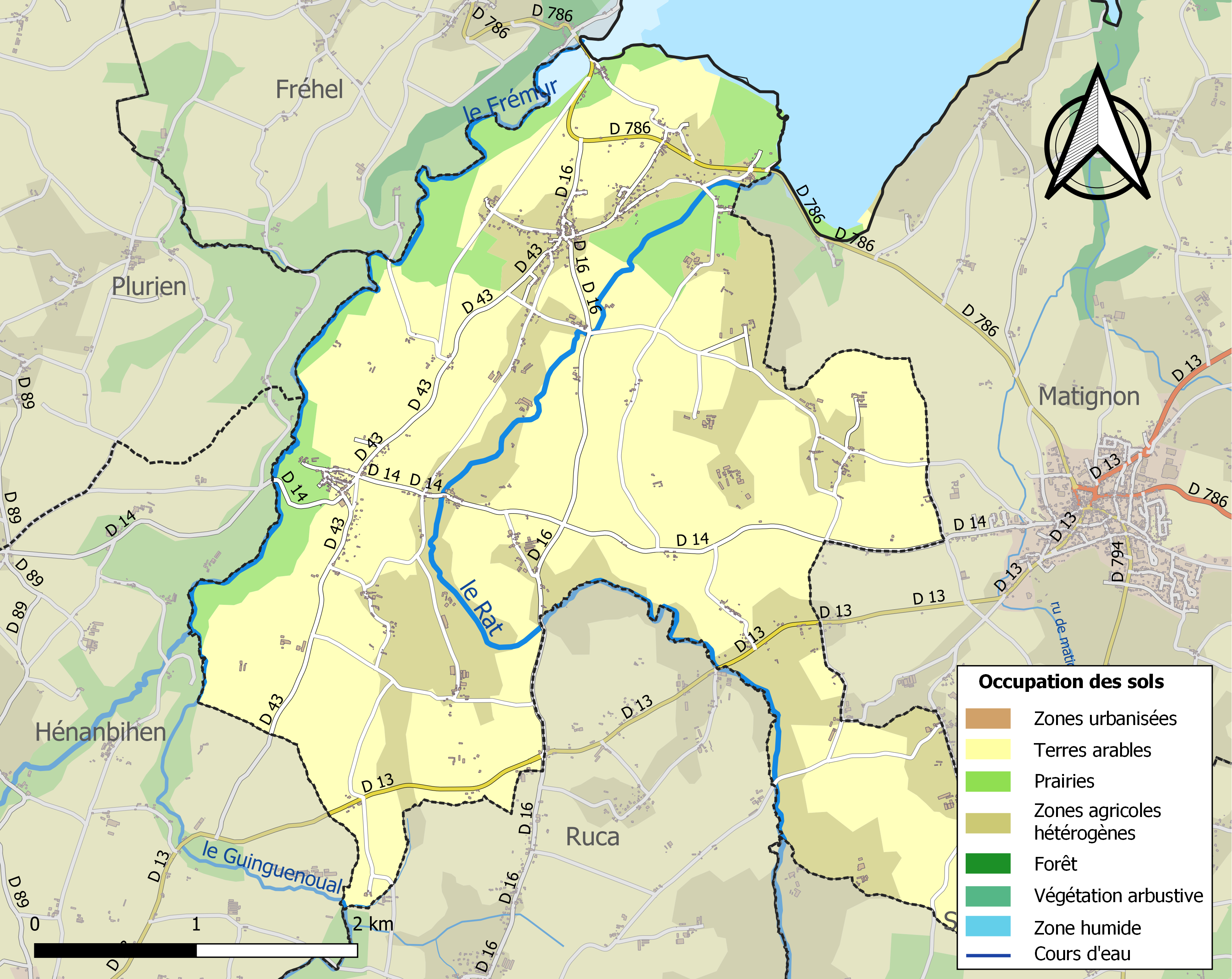
Carte des infrastructures et de l'occupation des sols de la commune en 2018 (CLC).

## Toponymie
Le nom de la localité est attesté sous les formes Parrochia de Plubole en 1241, 1254 et en 1260, Ploebole en 1261, Plobole en 1269 et en 1274, Ploboule et Plouboulle en 1278, Plobole et Plouboule en 1280, Plobole en 1283 et en 1284, Plebole en 1295, Pluboule vers 1330, Pleuboulle et Pleboulle en 1443, Pleboulle en 1480, Pleuboulle en 1510 et en 1563, Pleboulle en 1569.
Attestée sous la forme Plubole en 1241. Le nom signifie la paroisse dédiée à Saint-Paul.
Le nom de la localité en breton est Pleboull.

## Histoire

### L'Antiquité
Le village était traversé par une voie gallo-romaine, voire plus ancienne.

### Le Moyen Âge
Au hameau de Montbran ils élevèrent au XIIe siècle une tour, pour surveiller l'entrée de la presqu'île du cap Fréhel, et le passage d'un gué permettant de traverser le Frémur, ainsi que la Foire de Sainte-Croix, plus connue sous le nom de « Foire de Montbran » qui se tenait dès cette époque vers la mi-septembre et durait une dizaine de jours. C'est aujourd'hui encore une foire, mais tirant plus sur la fête foraine, et qui a lieu le premier week-end de septembre.

### Les Templiers et les Hospitaliers
Au Moyen-Âge, les Templiers s'y installèrent, construisant au XIIe siècle la chapelle de la Sainte-Croix du Temple (plus connue à partir du XVIIe siècle sous le nom de chapelle de Notre-Dame du Temple).
À la suite des persécutions contre l'ordre du Temple, Pierre du Guesclin, seigneur de Montbran et Plancoët, en devint propriétaire en 1312 avant de le rendre aux Hospitaliers de l'ordre de Saint-Jean de Jérusalem.
D'autres souvenirs ont disparu comme la chapelle de Saint-Jean-Baptiste, l'aumônerie des Templiers ou encore le monastère de la Sainte-Croix de Montbran, dont ne subsiste que la tour de Montbran.

### LeXXesiècle

#### Les guerres duXXesiècle
Le monument aux Morts porte les noms de 53 soldats morts pour la France :
- 45 sont morts durant la Première Guerre mondiale.
- 8 sont morts durant la Seconde Guerre mondiale.

## Politique et administration

### Liste des maires
| Période      | Période                   | Identité                              | Étiquette | Qualité                                                                                                |
| ------------ | ------------------------- | ------------------------------------- | --------- | --- |
| 1790         | 1791                      | René Le Restif de La Motte-Colas      |           | |
| 1791         | 1806                      | Jean Even                             |           | |
| 1806         | 1815                      | Joseph d'Hote                         |           | |
| 1815         | 1821                      | Hyppolite de La Motte-Colas           |           | |
| 1821         | 1826                      | Jean-Baptiste Thomas de La Reignerais |           | |
| 1826         | 1843                      | Pierre Gaspaillard                    |           | |
| 1843         | 1868                      | Jean Briend                           |           | |
| 1868         | 1895                      | Alfred de La Motte-Colas (1839-1895)  |           | |
| 1895         | 1902                      | Ferdinand Le Moniès de Sagazan        |           | Capitaine de frégate                                                                                   |
| 1902         | 1903                      | Joseph Roullier                       |           | |
| 1903         | 1914                      | Yves de La Motte-Colas (1876-1947)    | Libéral   | Propriétaire terrien Conseiller d'arrondissement (1907 → 1919)                                         |
|              |                           |                                       |           | |
| 1918         | 1944                      | Yves de la Motte-Colas (1876-1947)    | Libéral   | Propriétaire terrien Conseiller d'arrondissement (1907 → 1919)                                         |
| 1944         | octobre 1947              | René Le Goff (1904-1996)              | PCF       | Cultivateur à Montbran Président du Comité local de libération                                         |
| octobre 1947 | mars 1965                 | Louis Droguet (1904-1979)             |           | Ancien commerçant en machines et matériels agricoles                                                   |
| mars 1965    | mars 1983                 | Jean Brion (1912-1994)                |           | Ancien militaire                                                                                       |
| mars 1983    | juin 1995                 | Michel Vighetti                       |           | |
| juin 1995    | mars 2001                 | Charles Dagorne                       |           | Ingénieur de l'industrie pétrolière retraité Premier adjoint au maire (1983 → 1995)                    |
| mars 2001    | mars 2008                 | Robert Guelfucci                      | DVG       | Conseiller principal d'éducation retraité 3e vice-président de la CC du Pays de Matignon (2001 → 2002) |
| mars 2008    | mars 2014                 | Adeline Guelfucci                     | DVG       | Cadre administratif retraitée                                                                          |
| mars 2014    | En cours (au 26 mai 2020) | Myriam Cherdel                        | DVG       | Agent administratif Réélue pour le mandat 2020-2026                                                    |

## Population et société

### Démographie
L'évolution du nombre d'habitants est connue à travers les recensements de la population effectués dans la commune depuis 1793. Pour les communes de moins de 10 000 habitants, une enquête de recensement portant sur toute la population est réalisée tous les cinq ans, les populations de référence des années intermédiaires étant quant à elles estimées par interpolation ou extrapolation. Pour la commune, le premier recensement exhaustif entrant dans le cadre du nouveau dispositif a été réalisé en 2006.

En 2022, la commune comptait 716 habitants, en évolution de −16,65 % par rapport à 2016 (Côtes-d'Armor : +1,78 %, France hors Mayotte : +2,11 %).
| 1793 | 1800 | 1806 | 1821  | 1831  | 1836  | 1841  | 1846  | 1851  |
| ---- | ---- | ---- | ----- | ----- | ----- | ----- | ----- | ----- |
| 885  | 792  | 944  | 1 010 | 1 049 | 1 022 | 1 065 | 1 125 | 1 125 |

| 1856  | 1861  | 1866  | 1872  | 1876  | 1881  | 1886  | 1891  | 1896  |
| ----- | ----- | ----- | ----- | ----- | ----- | ----- | ----- | ----- |
| 1 148 | 1 176 | 1 245 | 1 144 | 1 161 | 1 169 | 1 097 | 1 081 | 1 085 |

| 1901  | 1906  | 1911  | 1921 | 1926 | 1931 | 1936 | 1946 | 1954 |
| ----- | ----- | ----- | ---- | ---- | ---- | ---- | ---- | ---- |
| 1 083 | 1 084 | 1 017 | 908  | 909  | 866  | 902  | 836  | 794  |

| 1962 | 1968 | 1975 | 1982 | 1990 | 1999 | 2006 | 2011 | 2016 |
| ---- | ---- | ---- | ---- | ---- | ---- | ---- | ---- | ---- |
| 818  | 780  | 711  | 686  | 711  | 662  | 708  | 733  | 859  |

| 2021 | 2022 | - | - | - | - | - | - | - |
| ---- | ---- | - | - | - | - | - | - | - |
| 768  | 716  | - | - | - | - | - | - | - |

## Économie
- Exploitations agricoles.

## Culture locale et patrimoine

### Lieux et monuments
- La Tour de Montbran,  Inscrite MH (1994)[41]

Élevée au XIIe siècle, c'est un vestige précieux de l'architecture médiévale. Aucun indice, aucun document, aucune charte étudiée, n'évoque la date approximative de son édification. Propriété privée en 1780, la tour est à l'abandon total depuis plusieurs siècles. La Tour de Montbran est bâtie sur un éperon rocheux. Sa situation privilégiée assure une vue imprenable sur l'ancienne voie romaine et son passage franchissant la rivière du Frémur. Édifiée sur plan octogonal irrégulier, son exceptionnelle rareté lui confère une valeur inestimable[réf. nécessaire]. Le plan octogonal de l'édifice, malgré les côtés irréguliers retenus pour la construction, s'inscrit parfaitement dans un carré que les archéologues désignent plan rectangulaire. Chaque angle de l'octogone s'appuie sur les proéminences rocheuses.
- Chapelle Notre-Dame-du-Temple, à Montbran[42].

La tradition en attribue la fondation au XIIe siècle par les Templiers, elle s'appelait le Temple de Sainte-Croix, et la foire de la Sainte-Croix se tenait à ses abords en septembre. Au XIVe siècle elle est reconstruite (en 1312) par Pierre Du Guesclin seigneur de Montbran et Plancoët, qui fit poser ses armoiries au-dessus de la porte et modifée au XVIIe siècle. Le pignon ouest est surmonté d'un clocher-peigne. Elle est formée d'une nef unique séparé du chœur par un arc diaphragme brisé. À l'intérieur se trouvent des statues : une de la Vierge à l'Enfant en bois polychrome du XVIe siècle et un Christ en bois du XVIIe siècle. On y trouve également un petit vitrail, avec des fragments anciens, représentant les symboles des trois évangélistes
- Calvaire  du cimetière de la chapelle N-D du Temple, la croix sans date, repose sur un fût écoté datant du XVIIe siècle orné de têtes de morts aux angles et sur les côtés des tibias.
- L'église Saint-Paul[46].

Construite au XVIIe siècle, elle est remaniée au XIXe siècle. Elle est composée d’une tour-porche, d’une nef couverte de lambris donnant sur les bas-côtés par trois arcades basses, d’un chœur et d’une sacristie à étage. Dans le bas-côté sud s’ouvre une chapelle à trois pans couverte d’un lambris en croupe polygonale. (sur le clocher on peut lire la date "1852" et sur la sacristie "1829")
À l'intérieur on y trouve :
Une cuve-bénitier en granit portée par quatre personnages.
Un retable en bois sculpté datant du XVIIe siècle la représentation de saint Paul et saint Jean-Baptiste est due aux ciseaux du sculpteur Yves Corlay (1700-1776), sculptures réalisées entre 1730 et 1740.
Un Christ en bois (non daté).
Un tableau Sainte Anne enfant .
- Croix de l'église , à l'ombre des Ifs près de l'église, bloc monolithe en pierre d'Erquy, elle mesure trois mètres de haut sur une section de 22 cm sur 15 cm. Elle ne possède pas de socle et ne comporte pas de date.